# MS 473
La motosilurante MS 473 è una nave museo, esposta presso il museo storico navale di Venezia insieme al sottomarino Dandolo e alla motozattera MZ 737.
Questa unità, sebbene spesso confusa con un MAS, era in realtà una motosilurante: infatti rispetto ai MAS del primo conflitto mondiale (ma anche a quelli contemporanei) era molto più grande e derivava da un progetto tedesco, ne furono costruite 36 unità nel biennio 1942/1943 e, nonostante la presenza di un inadatto motore a benzina Isotta-Fraschini Asso, si dimostrarono nettamente migliori con la loro maggiore massa e la carena a spigolo.

## Storia

### Seconda guerra mondiale
La motosilurante MS 473 fu costruita dai Cantieri Riuniti dell'Adriatico a Monfalcone nel 1942, con la denominazione di MS 31, nell'agosto dello stesso anno prese parte alla grande battaglia aeronavale di Mezzo agosto, durante la quale nella notte del 13 agosto, al comando del Tenente di Vascello
Calvani, affondò, con un siluro, il piroscafo britannico Glenorchy di 8982 tonnellate. Nell'agosto del 1943 venne aggregata alla 4ª flottiglia MAS che operava nello Ionio. Il mattino del 15 agosto, al comando del Sottotenente di vascello Scialdone, durante una crociera offensiva, avvistati due incrociatori leggeri nemici ad est di Capo Spartivento si portava all'attacco, lanciando due siluri contro uno degli incrociatori affondandolo e riuscendo poi a disimpegnarsi ed a rientrare a Taranto. Trasferita a Termoli da Taranto dopo l'armistizio, prese parte a varie missioni di sbarco di sabotatori nell'Alto Adriatico, danneggiando, nel giugno 1944, un convoglio tedesco.

### Servizio nella Marina Militare Italiana
Al termite della seconda guerra mondiale in base alle clausole del trattato di pace una di queste unità venne ceduta alla Francia e quattro vennero consegnate all'Unione Sovietica.
Le unità sopravvissute al conflitto e che non vennero cedute ad altre marine prestarono servizio nella Marina Militare e vennero destinate ad operare nelle acque dell'Adriatico e dello Ionio. In totale furono nove le unità di questo tipo che entrarono a far parte della Marina Militare.

La MC/MS 473 a Taranto nel 1967

Il 1º gennaio 1949 queste unità vennero declassate a motovedette in quanto le clausole del trattato di pace impedivano all'Italia di avere unità siluranti. Il 1º novembre 1952, venute meno le clausole del trattato di pace che vietavano all'Italia il possesso di questo tipo di unità, e con l'ingresso dell'Italia nella NATO, queste imbarcazioni vennero riclassificate motosiluranti. Il 1º gennaio 1954 ebbero il distintivo ottico definitivo tipico delle unità da pattugliamento. La motosilurante "MS 31" declassata a motovedetta assunse dapprima la denominazione MV 613 nel 1949, ritornando poi a ricoprire il ruolo di motosilurante dal 1952 con sigla MS 613 ed infine a partire dal 1954 con la denominazione di MS 473.
Nel 1956 venne programmato l'ammodernamento di sette delle nove motosiluranti e la loro conversione in motoconvertibili, ma essendo stata riscontrata la sconvenienza economica a proseguirlo, tale programma di ammodernamento venne limitato solamente a quattro unità: MS 472, MS 473, MS 474, MS 481, che costituirono la 42ª Squadriglia, mentre le unità della classe che non vennero ammodernate, furono tutte poste in disarmo nel corso della prima metà degli anni sessanta.
Il criterio seguito per prolungare la vita operativa delle quattro unità, destinate ad essere ammodernate, fu quello di ottenere delle versatili unità da impiegare, mediante una rapida conversione dell'armamento, in funzione di tre versioni: cannoniera, silurante e posamine. Gli ammodernamenti vennero effettuati nel 1958. Nella versione motocannoniera, queste unità vennero armate con due cannoni da 40/56, uno a prora e uno a poppa. Nella versione motosilurante erano armate con un cannone prodiero da 40/56 e due tubi lanciasiluri da 450mm a impulso laterale, con il cannone poppiero che veniva sbarcato per far posto ai siluri e nella versione Posamine veloce con un cannone da 40/56 e otto mine da fondo. Le unità vennero anche dotate del radar di scoperta navale AN/SPS-21 e il profilo delle unità risultò leggermente modificato con l'installazione dell'alberetto per ospitare il radar e altre apparecchiature di ricezione e comunicazione.
Il 10 giugno 1972 la motoconvertibile 473 al comando del STV Bonaccorsi, insieme alla motoconvertibile 472 del STV Spanò e all'hovercraft HC 9801 comandato del TV Gentile ha effettuato la risalita del Po fino a Piacenza (oltre ci sono le dighe), per portare a quelle popolazione il saluto e la Bandiera della Marina Militare. Al comando della squadriglia il TV Barbara. Per una settimana le tre unità hanno risalito il più grande fiume italiano, suscitando ammirazione e commozione al loro passaggio, prendendo parte il 10 giugno a Cremona alla festa della Marina, con una grande manifestazione che ha visto il lancio di incursori di Comsubin e manovre delle unità nelle acque. Nell'occasione furono particolarmente apprezzate le veloci esibizione dell'hovercraft che riusciva a sfrecciare, sia in acqua che sulla sabbia, a velocità elevatissime, essendo equipaggiato di un apparato di propulsione dotato di una turbina da 1050 hp che consentiva di raggiungere di velocità fino a 60 nodi.
Oltre alla MS 473 è conservata anche la MS 472 a Marina di Ravenna davanti alla locale sede dell'ANMI..
Oltre a queste due sono conservate anche due MAS risalenti al primo conflitto mondiale: il MAS 96 nel Vittoriale degli italiani a Gardone e il MAS 15 nel sacrario delle bandiere del Vittoriano a Roma.